# Isa Penna
Isadora Martinatti Penna (São Paulo, 28 de março de 1991) é uma advogada trabalhista, feminista, militante dos direitos LGBT e política brasileira filiada ao Partido Comunista do Brasil (PCdoB). Foi deputada estadual de São Paulo ente 2019 e 2023.

## Carreira política
Ingressou no movimento estudantil em 2009, quando ingressou na Faculdade de Direito da Pontifícia Universidade Católica de São Paulo (PUC-SP), onde se formou em 2018. Foi da gestão do Centro Acadêmico 22 de agosto nos anos de 2010 e 2013, com o grupo “Construção Coletiva”.
Isa filiou-se ao Partido Socialismo e Liberdade (PSOL) em março de 2011. Disputou as eleições de 2014 aos 23 anos, quando foi candidata a deputada estadual. Não foi eleita, pois recebeu apenas 6.915 votos. Em 2016, disputou a eleição para a Câmara Municipal de São Paulo e recebeu mais de 12 mil votos, tornando-se a primeira suplente do PSOL. Em março de 2017, Isa Penna assumiu a cadeira de vereadora por 30 dias, após licença de Toninho Vespoli, e com Sâmia Bomfim compôs uma bancada 100% feminina e feminista na Câmara de São Paulo durante o mês das mulheres.
Em 2018, foi eleita deputada estadual com 53.838 votos, pela coligação PSOL/PCB. Assumiu o cargo de deputada estadual na Alesp em 2019 com outros três parlamentares eleitos pelo PSOL.
Em março de 2022, anunciou sua filiação ao Partido Comunista do Brasil (PCdoB), visando concorrer a deputada federal pelo estado de São Paulo, porém não obteve êxito na eleição.

## Vida pessoal
Isa Penna se declara feminista, bissexual, e ativista pelos direitos das minorias. É filha do médico Rui Penna e da professora de história Maria Arlete Martinatti Penna.

## Controvérsias
Em março de 2017, durante suposta discussão com o vereador Camilo Cristófaro (PSB) nas dependências da Câmara Municipal de São Paulo, Cristófaro chamou Isa de "vagabunda" e "terrorista" e disse para ela não se surpreender se tomasse "uns tapas na rua". Isa classificou o episódio como uma "agressão" e uma "tentativa de intimidação verbal e física". Cristófaro negou as acusações. Em abril de 2017, Isa teve o número celular exposto por meio do WhatsApp, como uma forma de pressioná-la em favor do projeto Escola Sem Partido (que ela é contra). Uma das mensagens a rotulava como "a favor da doutrinação nas escolas". Isa classificou a situação como uma forma de “intimidação”.
Em outubro de 2019, durante pronunciamento no plenário, ela foi acusada de quebra de decoro parlamentar, por recitar o poema sou puta, sou mulher, da poetisa Helena Ferreira.

### Assédio
Em dezembro de 2020, durante a votação do orçamento do estado para 2021, uma câmera de segurança da ALESP flagrou o momento em que o deputado Fernando Cury apalpou a parte lateral do seio da deputada Isa Penna. 
Cury negou o assédio, alegou tratar-se de um abraço e pediu desculpas, porém Isa Penna o denunciou por importunação sexual e quebra de decoro parlamentar, demandando a cassação de seu mandato. Cury teve seu mandato interrompido pela Assembleia Legislativa do Estado de São Paulo (ALESP) em 1.º de abril de 2021.
Com o intuito de pressionar pela cassação do mandato de Fernando Cury, personalidades e organizações da sociedade civil realizaram uma campanha intitulada “Por uma Punição Exemplar”, cujo site permitia o envio de mensagens para pressionar os deputados da ALESP pela cassação do parlamentar. Integraram a campanha a escritora Beatriz Bracher,  a gestora cultural Mari Stockler, a diretora Daniela Thomas, o advogado Rafael Poço, a designer Julia Mariani e a administradora Maísa Diniz, cofundadora do Vote Nelas, além das organizações 342 Artes, Update, Elas no Poder, Girl Up e Vamos Juntas.
Também foram publicadas cartas abertas e abaixo-assinados demandando a cassação de Cury, um dos quais contou com signatários como as atrizes Patrícia Pillar, Alessandra Negrini e Letícia Sabatella, os escritores Milton Hatoum e Antonio Prata, a historiadora Lilia Moritz Schwarcz, os advogados Alberto Toron e Augusto Arruda Botelho, e os músicos Nando Reis e Tony Bellotto.
Porém, no dia 5 de março de 2021, o Conselho de Ética da ALESP se dividiu em relação à pena a ser aplicada. O relator do caso, deputado Emídio de Souza (PT) defendeu a cassação do mandato, porém, o deputado Wellington Moura (Republicanos) propôs um voto em separado no qual defendeu uma pena mais branda: a suspensão do parlamentar por 119 dias com direito ao recebimento dos benefícios do mandato.
Votaram pela cassação de Cury o relator Emídio Souza (PT), a deputada Erica Malunguinho (PSOL), Barros Munhoz (PSDB) e a presidente do Conselho, Maria Lúcia Amaray (PSDB). Porém, venceu o grupo que defendeu a pena mais branda proposta por Moura, formado apenas por homens e integrado por Adalberto Freitas (PSL), Wellington Moura (autor do voto), Delegado Olim (PP), Alex Madureira (PSD) e Estevam Galvão (DEM).
No dia 1º de abril de 2021, a decisão do Conselho de Ética foi submetida à votação dos deputados da Alesp, que optaram pela suspensão do mandato de Fernando Cury por seis meses sem o recebimento de quaisquer benefícios. Foram 86 votos a favor e nenhum contra — não houve abstenção, nem voto em branco.
A suspensão ocorreu após consenso no Colégio de Líderes e foi inédita, pois nenhum deputado jamais havia sido suspenso na ALESP. A casa conta apenas com um único episódio de cassação, em 1999, do ex-deputado Hanna Garib, acusado de envolvimento na chamada Máfia dos Fiscais.
Além de ter sido suspenso da ALESP, Cury também foi expulso de seu então partido, o Cidadania, em virtude do ocorrido, e hoje está filiado ao União Brasil. O deputado ainda enfrenta uma ação penal por parte do Ministério Público, por importunação sexual, que está em tramitação.

## Desempenho em eleições
| Ano  | Eleição                | Candidata a       | Partido | Coligação                                     | Votos  | Resultado     |
| ---- | ---------------------- | ----------------- | ------- | --------------------------------------------- | ------ | ------------- |
| 2014 | Estadual de São Paulo  | Deputada estadual | PSOL    | Frente de Esquerda (PSOL, PSTU)               | 6.915  | Não eleita    |
| 2016 | Municipal de São Paulo | Vereadora         | PSOL    | Mudar É Possível (PSOL, PCB)                  | 12.439 | Suplente      |
| 2018 | Estadual de São Paulo  | Deputada estadual | PSOL    | Sem Medo de Mudar São Paulo (PSOL, PCB)       | 53.838 | Eleita por QP |
| 2022 | Estadual de São Paulo  | Deputada Federal  | PCdoB   | Federação Brasil da Esperança (PT, PCdoB, PV) | 31.092 | Suplente      |